# Лакцы
Лакцы (лак. лак, лакку халкь, гъази-гъумучи) — дагестанский народ. Один из коренных народов Северного Кавказа, исторически проживающий в центральной части Нагорного Дагестана.
Большинство лакцев после переселения их с гор в середине XX века проживает в равнинной части Дагестана. Подавляющее их большинство сегодня проживает в Махачкале.
Этнокультурная территория лакцев именуется «Лакией» (Лакия – более позднее наименование исторической области «Кумух» или «Газикумух», которое стало использоваться в книжной литературе с начала руссификации — конец XIX – начало XX вв.), а их историческое государство — «Гумик».
Исповедуют ислам суннитского толка шафиитского мазхаба, антропологически относятся к кавкасионскому типу европеоидной расы. Говорят на лакском языке.

## Этимология

### Эндонимы

Карта расселения лакцев в Дагестане

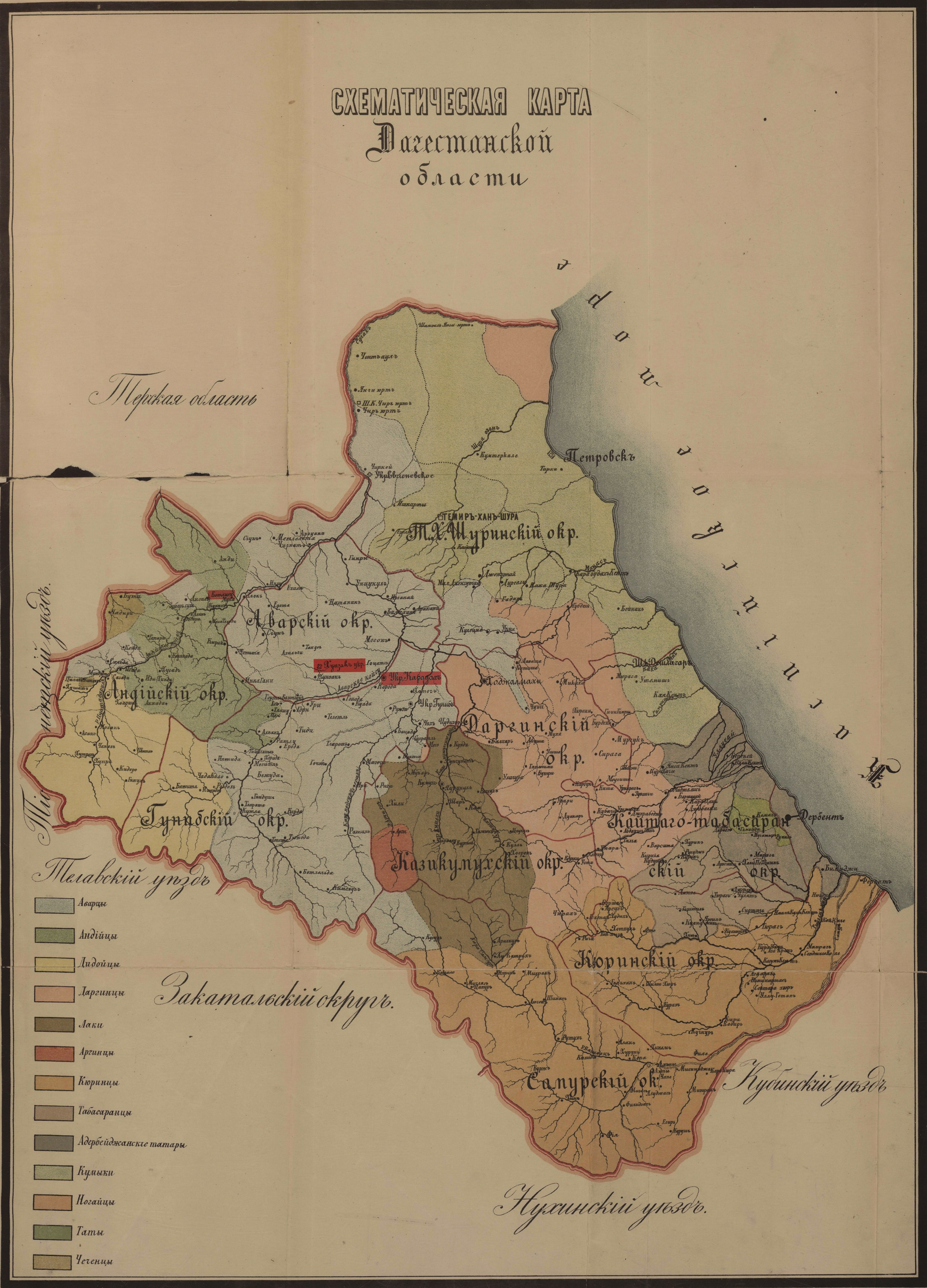
Схематическая карта Дагестанской области, 1895 г., Е. И. Козубский

Слово Лак является самоназванием лакцев. Известный лакский филолог С. М. Хайдаков пишет, что слово «лак» в лакском языке не поддаётся толкованию, а соседние народности называют лакцев другими этнонимами. По мнению дагестанских историков, лак является общедагестанским термином, который впоследствии закрепился за современными лакцами и на местных кавказских языках имеет значение «человек — крестьянин — раб», то есть зависимое сословие. Как пишет известный советский языковед, В. И. Абаев «От понятие "человек" до названия сословия — дистанция небольшая...». С ним соглашаются и известные дагестанские языковеды,  специалисты по этнонимам, Абдуллаев (лакец) и Микаилов, которые пишут «человек» — самоназвание народа (этноним) — «холоп», «невольник», «раб». Такое же значение даёт и другой известный советский кавказовед и этнограф, Е. Г. Пчелина, которая в осетинских значениях «человек» и «раб» приводит паралели и из языков других народов, среди которых есть и этноним «лак» — раб  (авар., казикумухцы). В значении зависимого сословия наравне с чечено-ингуш. läj «раб», аварс. lagh «раб», дарг. lagh «раб», лезг. luk «раб», абаз. ləg «крестьянин» приводят и лак. lak «племенное название».
Прежними этнонимами и возможно самоназваниями лакцев были «гумики» (гумуки, кумуки, кумухцы, гумикцы) и «казикумуки» (газикумыки, казикумыки, казикумухцы), благодаря главному селению лакцев — Кумух (лакские аульные названия одновременно являются и этнонимическими, и географическими). Этноним «кумык» также связывают с названием лакского села Кумух. Кроме того, сами тюркоязычные кумыки лакцев называют гъазгъумук, при этом и сами лакцы называют кумыков гъумукъ.
Известный советский и российский филолог и топономист Руфь Агеева пишет: «Употребление термина „лак“ в качестве самоназвания лакцев — вторичное явление… В ряде окружающих языков сохранилось более древнее самоназвание лакцев — гумук, гумек, кумук и тд.». Про историческое самоназвание лакцев — гумук (кумух), известный советский и российский учёный-лингвист В. П. Нерознак пишет: ...это древнее самоназвание кавказоязычных лакцев.... Кроме того, известный лакский специалист по ономастике, доктор филологических наук, И. Х. Абдуллаев и его коллега – языковед, доктор филологических наук, К. Ш. Микаилов, пишут, что использование лак в качестве самоназвания — вторичное явление, которое, вероятно, укоренилось в Средние века, а в более ранних источниках лакцы и их страна назывались по главному аулу лакцев — Кумух (Гъумук).
Согласно П. К. Услару, исследовавшему этноним, этнографию и язык лакцев, в XIX веке на Северном Кавказе термины казикумык или казикумых употреблялось исключительно равнинными жителями кумыками, у которых русские заимствовали эти термины и стали называть так жителей Кумуха. Похожего мнения был турецкий исследователь Б. Омер Боюка, исследовавший этноним лакцев и кумыков. В своей работе он пишет, что термины «Кумук» или «Казикумук» имеют собственно кумыкское происхождения, связывая этот этноним с куманами (кыпчаки), которые, по мнению Омер Боюки, «гомологичны» с кумыками. Топонимы, имеющие в своём составе Кумук, Куман, Кумаген, по мнению автора, также распространены и в Анатолии (современная Турция).
Известный тюркский филолог на рубеже XI века — Махмуда Кашгарского, изучавший тюркские языки и создавший их сборник-справочник, сравнимо с тюркской энциклопедией. В своей работе «Divânu Lügati›t-Türk» он сообщает, что кумук — это название тюркского племени, и что это же имя носит и их князь, с которым он лично имел возможность пообщаться.
В дореволюционных источниках относительно этнонима «кумык», «кумыхи» и «кази-кумыки» указывается, что это народ «татарского поколения», проживающий в низовья Терека. Под названием «Татары» в Дагестане в русских источниках упоминали кумыков, а низовье, или междуречье Терека и Сулака считали их местом исторического проживания, именуя её «Кумыкской плоскостью».
В другом дореволюционном источнике «кумыки» и «казыкумыки» упоминаются как «ветвь одного тюркского народа». О похожем писал Семён Михайлович Броневский с разницей в одном тезисе. Согласно ему, кумыки и казикумыки — одной сути «старожилые татары», поселившиеся на Кавказ до времён Темирлана.
В европейских источниках на рубеже первой половины XIX-века указывается, что Кумуки или Кумыки — это тюрки, получившие своё название от города Кумук, расположенного на Койсу, на северо-западе Кавказа, а Гази-Кумыки, или Кази-Кумуки являются ответвлением этого народа. Во французском источнике 1984 года кумыки указаны, как «Кумуки», а также «турецкие Кумуки», тогда как лакцы — отдельно как «Лак». Во французской энциклопедии «Encyclopédie moderne», изданной в 1826 году, кумыки упоминаются как «кумуки», родиной которых является нижний (равнинный) Дагестан, а также то, что они тюркского происхождения, как и кайтаки. Английский профессор Л. Р. Гордон в своей книге «The native races of the Russian empire», выпущенной в 1854 году, в разделе «Тюрки Кавказа» также упоминал кумыков как «кумуки», живущих к югу от устьев Терека и вдоль берега Каспия.
Существует гипотеза, что этноним «кумук» упоминается на равнине со времен арабо-хазарских войн. Арабские авторы писали о том, что «Гумик живёт в мире с царством Алан», другие — что «из страны Гумик мы вступаем в землю алан». Это позволило Д’Оссону, Генриху Юлю, Борису Калоеву и др. сделать вывод о том, что Гумик соответствует равнинным землям кумыков.
Доктор исторических наук и профессор Ашраф Ахмедов, комментируя и переводя текст писаря Темирлана Шараф ад-дин Язди на староузбекском языке, пишет, что Кази-Кумук (в период упоминания писаря Темирлана) был заселён тюрками кумыками, для которых это было местом их жительства.

### Экзонимы
К эзонимам относятся наименования одних народов другими. Аварцы называют лакцев тумал, дидойцы и ботлихцы называют — гъумек; арчинцы — гьаманииб; даргинцы — вулугуни, сулугуни; лезгины — яхулар, яхулшу; кумыки — къазыкъумукълар; чеченцы — гӏазгӏумкий; русские — лакцы, лаки, казикумухцы, грузины — леки (как и всех горцев Дагестана).
В дореволюционной России лакцы именовались «кумуками» или «казикумуками», из-за названия их центрального села — Кумуха. Последний экзоним был перенят русскими у кумыков. С 60-х гг. XIX века лакцы известны как «лаки».
А. Олеария писал: «За Тарку в горах Дагестана ещё находятся другие, которые зовутся гумуки или казикумуки». С. М. Броневский писал, что кумуки и кази-кумуки — «старожилые татары», но кази-кумуки смешались с лезгинами и позабыли свой язык.
Предки кумыков — гунно-савиры — переселились в горы и выбрали своим опорным пунктом поселение Кеведи, которое стало называться тюркским названием Кумук.
Известный советский востоковед Б. Н. Заходер связывает название Гумик с кумыками.
Р. А. Агеева и Э. М. Мурзаев пишут: «Лишь в XIX в. в литературе стали соотносить это имя „кумык“ только с тюркоязычным этносом Дагестана».
Известный советский и российский учёный-лингвист В. П. Нерознак пишет: «Это древнее самоназвание кавказоязычных лакцев „кумук“ перешло на их ближайших тюркоязычных соседей, исторически тесно связанные с лакцами и стало самоназванием».
Согласно мнению советского этнографа, Я. А. Федорова этноним «кумык» или «гумик-кумух» — это коренной дагестанский топоним, связанный с наименованием лакского селения Кумух, являвшегося в Средневековье столицей лакских и кумыкских шамхалов. Такого же мнения придерживался и В. Ф. Минорокий, который писал: «Возможно, что имя кумык то же, что и горское гумик//кумух, ввиду того, что правители этих тюрков (по происхождению кипчаков), носившие титул шамхал, вышли из Гази-Кумуха».
По мнению А. Л. Монгайта, гумики являлись горцами, которые говорили на одном из кавказских языков, сами они теперь себя называют «лак». В прежнее время они были также известны под другим именем — «казикумухцев».
А. В. Комаров (1869 г.) писал: «В самом центре Дагестана, в верховьях реки, известной у нас под названием Казикумухского Койсу, живёт особое племя, называющее себя Лак или Ляк, а страну свою Лакрал-Кlану. Племя это известно у нас под именем Казикумухцев». Н. Ф. Дубровин (1871 г.) писал: «Племя, известное у нас под именем казикумухцев, само себя называет лак, а страну свою лакрал-кlану».
В переписи населения Дагестанской области 1886 года, жители Казикумухского округа были названы «Лаками» (48,316 тыс. ч.). В архивном документе 1888 года, жители Казикумухского округа назывались Казикумухцами с родным Кумухским языком. В схематической карте Дагестанской области 1895 года, составленной историком и этнографом Е. И. Козубским, жители Казикумухского округа названы «Лаками».
Впервые «кази-кумуки» упоминались в тюркских письменных источниках XIV в. (Шами, Йазди). Гази-Кумуклук в этих источниках связывают с кумыками, переселившимися в лакские горы вместе с династией кумыкских шамхалов.
Известные советские историки и источниковеды А. А. Ромаскевич и С. Л. Волин писали, что «Гази-Кумук (Гази-кумуклук, казикумуки, кумук) является народ и область кумыков.
Историк В. В. Бартольд сообщал: „Интересны действия Тимура в Дагестане, показывающие, как мало ислам был распространен там. Главное отличие от того, что было в X в., это, что гумуки теперь были мусульманами; их называют гази-гумуками“. Примечательно и то, что европейские, персидские и османские источники упоминают кумыков как Кумук, Комук, Кумук тартаре, Комукос, а в VI—VII веке упоминаются тюркские племена в нагорном Дагестане под этнонимами Кумук (вероятно, кумыки) и Атыкюз. Коренным населением „владения казыкумыцкого“, по свидетельству Ф. Симоновича (1796), являлись также дагестанские татары гумуки (кумыки).
По мнению В. И. Абаева, самоназвание лак находится в связи с термином лагъ, как называли кавказские народы „крепостного“, а также находится в связи с осетинским лаег, означающим „человек“.
П. К. Услар писал: „Лаки, — классические леги, — известны нам под именем казыкумухов или казыкумыков“. Однако, Р. М. Магомедов считает мнение П. К. Услара ошибочным, так как античные леги и современные лакцы не одно и то же. Н. С. Трубецкой полагал, что „чечены, лаки (кумухи) и уди образуют группу, происходившую от древних legoi (lhgai)“. Историк лакского происхождения, Абдурашид Гаджиев древних леков считает предков и лакцев, и лезгин,  и это объясняет тем, что древние авторы обьеденяли под этим именем несколько дагестанских племён. „Леки“ или „леги“ изначально был названием народов Южного Дагестана, но затем был распространен на другие этнические группы, включая лакцев.
Известный советский этнограф Л. И. Лавров писал по этому поводу:

Трудно сказать, однако, являются ли „леги“, упоминаемые античными и раннесредневековыми авторами, предками современных лакцев. Больше оснований считать лакцами „гумиков“ — народ, упоминаемый арабскими авторами IX—X веков Баладзори и Масуди. Согласно их сведениям, гумики жили примерно на той же территории, которую занимают лакцы».

Согласно многим источникам, классические «леки», или «леги» — предки лезгиноязычных народов.   В раннесредневековых источниках лакцы были известны как «гумики», а лезгины — как «леки».
В 1404 году дипломат, путешественник Иоанну де Галонифонтибусу, побывав на Кавказе, писал следующее: «на Кавказе живут черкесы, леки, йассы, аланы, авары, казикумухи», то есть в 1404 году лезгиноязычные народы именовались «леками», аварцы — «аварами», лакцы — «казикумухами».

Согласно Справочному энциклопедическому словарю XIX века: 
Казыкумыки (то есть, нынешние лакцы), отдельное общество в Дагестане, отличное (имеется ввиду, отличающее) от Лезгин по языку и происхождению.
А. Каспари пишет:
Не один раз уже на этих страницах упоминалось о народе «кумыки» и «казикумыки». Эти ветви одного и того же тюркского народа сыграли видную роль в истории Кавказского края.

## Численность и расселение
Согласно историческим подсчетам, в 1795 году, общая численность казикумухцев (лакцев) составляла всего 20 тыс. человек.

### Современность

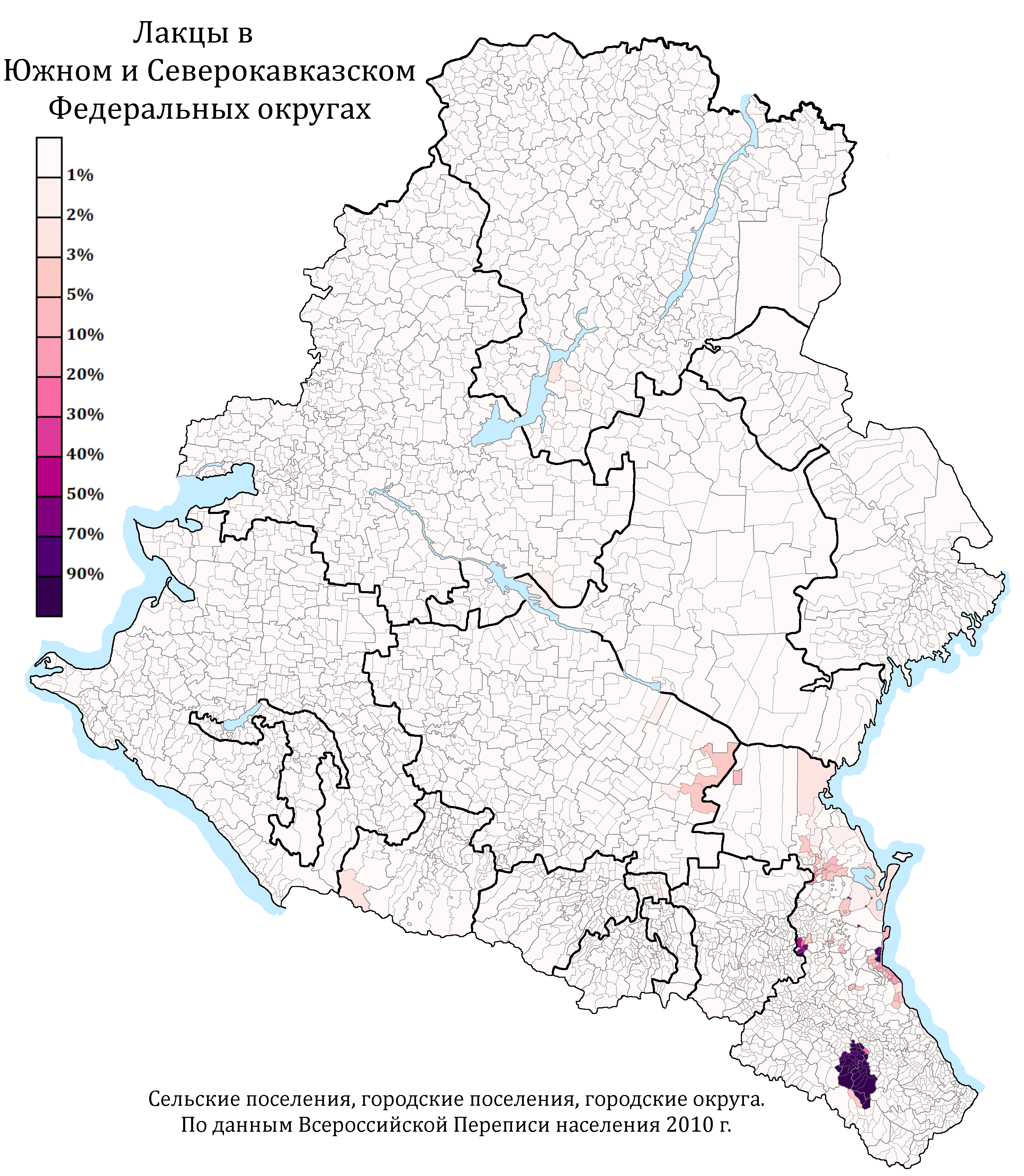
Расселение лакцев в ЮФО и СКФО по городским и сельским поселениям в %, перепись 2010 г.

| муниципальный район, городской округ | Субъект РФ | % лакцев                  |
| Кулинский район                      | Дагестан   | 10, 886 чел (97,4 %)      |
| Лакский район                        | Дагестан   | 11, 580 чел (95,2 %)      |
| Новолакский район                    | Дагестан   | 13, 852 чел (48,5 %)      |
| Акушинский район                     | Дагестан   | 1, 720 чел. (3,2 %)       |
| Кизлярский район                     | Дагестан   | 2, 361 чел (3,5 %)        |
| Кизилюртовский район                 | Дагестан   | 908 чел (1,5 %)           |
| Рутульский район                     | Дагестан   | 865 чел (3,7 %)           |
| Тарумовский район                    | Дагестан   | 523 чел (1,6 %)           |
| Карабудахкентский район              | Дагестан   | 658 чел(0,9 %)            |
| Хасавюртовский район                 | Дагестан   | 322 чел (0,2 %)           |
| Бабаюртовский район                  | Дагестан   | 351 чел (0,8)             |
| Дахадаевский район                   | Дагестан   | 300 чел [сколько?](0,8 %) |
| Дербентский район                    | Дагестан   | 193 чел (0,2 %)           |
| город Каспийск                       | Дагестан   | 14, 269 чел (14,3 %)      |
| ГО город Махачкала                   | Дагестан   | 86, 089 чел (12,4 %)      |
| город Южно-Сухокумск                 | Дагестан   | 923 чел (9,2 %)           |
| город Буйнакск                       | Дагестан   | 4, 263 чел (6,8 %)        |
| город Кизилюрт                       | Дагестан   | 1, 760 чел (5,3 %)        |
| город Кизляр                         | Дагестан   | 1, 753 чел (3,6 %)        |
| город Хасавюрт                       | Дагестан   | 4, 362 чел (3,3 %)        |
| город Избербаш                       | Дагестан   | 1, 402 чел (2,5 %)        |
| В общем по республике:               | Дагестан   | 161, 300 чел (5,6 %)      |

## Язык
Лакцы говорят на лакском языке, входящий в нахско-дагестанскую семью языков. Он распадается на шесть основных диалектов: кумухский (с. Кумух и ряд ближайших к нему сёл), вицхинский, вихлинский (аул Вихли и ряд смежных поселений в юго-восточной части Лакского района), вачи-кулинский и балхарский (аул Балхар и смежные с ним два аула Цуликана и Кули, а также население Уллучара Акушинского района). самый архаичный диалект — аракульский, на котором говорят жители села Аракул (Дюкъул) Рутульского района.
Письменность с XV века — на основе арабской графики, с 1928 года — на латинице, с 1938 года — на основе кириллицы.
Самые ранние данные о лакском языке (перечень слов и некоторые грамматические сведения) встречаются в конце XVIII — начале XIX вв., в работах И. А. Гюльденштедта, Ю. Клапрота.
Среди лакцев используется также русский язык. В прошлом лакский язык назывался также «казикумухским (казикумыкским) языком».

## История
История лакцев связана с такими государственными образованиями как: Гумик, Туман, Казикумухское шамхальство, Казикумухское ханство.
Дагестанский историк Гасан Алкадари считал, что во II веке нашей эры лакцы были оттиснуты в горы даргинцами.

### Гумик, Туман
В средние века, гумики (ныне лакцы) были вассалами аварского Сарира.
До прихода арабов в Дагестан, у гумиков (лакцев) не было никакого правителя (царя) и народ управлялся старшинами, а арабская династия шамхалов управляла казикумухцами (лакцами) до половины XVII века. А с момента зависимости от этой арабской феодальной династии и до 60-х гг. XIX века, пока российская администрация окончательно не ликвидировала феодализм в Дагестане, казикумухцы (лакцы), в отличие от их соседей, аварцев, даргинцев и лезгин никогда не имели традиционные для горского населения Дагестана свои вольные общества с горской демократией.
К концу VII в. в Дербенте была установлена власть арабов. В начале VIII в. арабский полководец Маслама безуспешно пытается проникнуть вглубь Дагестана к лакцам и аварцам. Этой цели достигли походы арабских войск под командованием Джарраха. Арабский историк Табари пишет: «Арабы, разбив хазар в южном Дагестане, проникли в горы Дагестана и преодолели сопротивление жителей Хамзина и Гумика и разрушили, и разграбили в результате карательных походов Кайтаг и Табасаран за отказ признать их власть».
Следующий поход на Дагестан арабы совершили в 739 году, их маршрут следовал из Шеки через долину реки Самур к Сарирским крепостям Ал-Балал и Гумик, которые после длительной осады были взяты, их защитники были перебиты, а женщин и детей увели в плен. Арабский историк Баладзори пишет, что Мерван захватил Туман-шаха в плен и отправил его к халифу. Он также наложил на жителей дань в 20 000 мер зерна и 200 юношей и девушек в качестве рабов.

### Казикумухское шамхальство
В конце VIII — начале IX веков халифы из династии аббасидов сменили в Дагестане местных правителей и взамен поставили угодных им людей. Одарив их соответствующими привилегиями, они объявили их собственниками подвластной территории. В местных исторических хрониках «Тарихи Дагестан», «Гюлистан-Ирам» А. С. Бакиханова, «Асари Дагестан» Гасана Алкадари говорится о назначении в это время правителем Лакии с титулом шамхала-шахбалы потомка дяди пророка Аббаса с резиденцией в Кумухе. В арабских исторических источниках прямых указаний на это не имеется. Однако о попытках арабского полководца Масламы назначить своих представителей в Кумухе говорится определённо.
О происхождении титула «шамхал» имеются разные точки зрения. Известные историки Бартольд В. В. и М. А. Полиевктов считают, что «шамхал» происходит от имени арабского военачальника Шах-баал ибн Абдуллы, назначенного правителем Дагестана.
В устной традиционной версии считают, что жители Гумика обратились к арабам с просьбой «о посылке к ним наставленников в новой вере». Тогда арабы будто бы в 778 г. построили мечеть (хиджры), а для управления народом назначили Шах-баалу.
Во всех местных преданиях происхождение титула «шамхал» в Дагестане связывается с деятельностью Абумуслима или же утверждается, что это имя дано выходцу из рода исламского пророка Мухаммеда.
В одном из этих преданий говорится о том, что в VII веке Абумуслим «назначил для всей дагестанской страны на должность правителя одного бывшего при нём в этом походе почтенного Аббаса… Этот правитель известен под именем Шамхала и он сын Абдуллы, сына Касима, сына Абдуллы, сына Аббаса… Этому правителю Абумуслим определил Кумух в качестве резиденции»
По «Тарихи-Дагестан» Шамхал — имя первого ставленника арабов в нагорном Дагестане. Так назван он по имени своего деда родом из селения Хал в Шами (Сирии). Занятию этой должности способствовала и его блистательная родословная. «Согласно родословной он был сын Эмир-хамзы и потомок в восходящей линии Султан-Ахмеда, Хан-Мухамеда Аль-Арабий, Хала Феридуна, Амир-Султана, Алибега, Абдул-Азиза, Ахлаба, Амир-Чупана, Амир-Мухамеда, Гази-Абульфети, Муслима, Абдул-Мелика, Ибрагима, Исхака, Мансура, Касима, Якуба, Омара, Наиба, Сулеймена, божья милость да покоится на нем».

По мнению лакского ученого Али Каяева, шамхалы были не арабами, а тюрками. Об этом он пишет: 
Шамхал был не потомком Аббаса, Хамзата, а был тюрком, прибывшим со своими сподвижниками. После него шамхальство передавалось по наследству...
... в старые времена плоскостные шамхалы и горские ханы были потомками татарских шамхалов.
Другой лакский учёный, потомок Али Каяева — Ильяс Каяев считает, что шамхалы и ханы являются либо прямыми потомками Чингиз-хана, либо выходцами из других ветвей его рода или же потомками его полководцев. Их утверждение о том, что они являются потомками пророка — не правда. Подобные утверждение они распространяют с целью добиться абсолютной покорности народа.

По мнению Али Каяева первая шамхальская династия тюрков была отсранена сменив их чингизиды : 
... в 634 г. по хиджре (1239-1240) монголо-татары отстранили правящую династию, а правителем назначили своего ставленника вновь с титулом шамхал... . "Новый" шамхал происходил из рода Чингиз-хана.

## Религия
Верующие лакцы исповедуют ислам суннитского толка (шафиитский мазхаб). Кумухская джума-мечеть у лакцев была построена в 777—778 годах. Русский военный, А. В. Комаров (1869 г.) писал: «Лаки, и собственно жители главного селения их Гумука, были одни из первых дагестанских племен, принявших ислам … Абу-Mуселим сам отправился в Гумук, построил там мечеть, в 777 году по р.х., как гласит надпись на этой мечети». Однако, Лавров ставит под сомнение, что «лакцы первыми в Дагестане по доброй воли приняли ислам» и по его мнению это не соответствует действительности. В «Истории Ширвана и ал-Баба» упоминаются «гумикские неверные», в связи с событиями 1066 года и курдский историк Масуд ибн Намдар в конце XI века сообщает о том, что при посредничестве лакзов (лезгин), ширваншах Фарибурз I, пытался обратить в ислам гумиков (то есть лакцев). Мусульманские имена шамхалов Кумуха упоминаются с конца XIII века. В действительности же исламизация Дагестана была длительным и сложным процессом. Али Гасанов, переводчик сочинения Гасана Алкадари «Асари Дагестан», писал: 
Вероятно, кое-где (например, в Дербенте, в предгорьях Кюринского округа, Табасарана, Кайтака и вообще на плоскости) арабы действительно построили мечети и поставили кадиев и правителей. Но чтобы в VIII в. могли это сделать в Акуша, в Хунзахе, Кумухе или даже в Ахтах, этому трудно поверить. Все это они могли сделать на два-три века позднее, когда культура арабская достигла своего кульминацонного развития и когда миссионеры ислама высоко подняли авторитет халифа в глазах кавказских племен».
В XIV веке Кумух стал газийским центром и был именован как Гази-Кумух. Возможно это было связано с усилением тюркского влияния, ибо «гази» — тюркский термин. Бартольд В. В. писал: «Кази-кумуки были мусульманами и рассматриваются как передовые бойцы ислама против соседних языческих народов; их князя называли шаукал».

## Генетика
Согласно генетическим исследованиям 2023 года, по генетическим дистанциям лакцам ближе всего оказались кайтагцы и лезгины.

## Геральдика

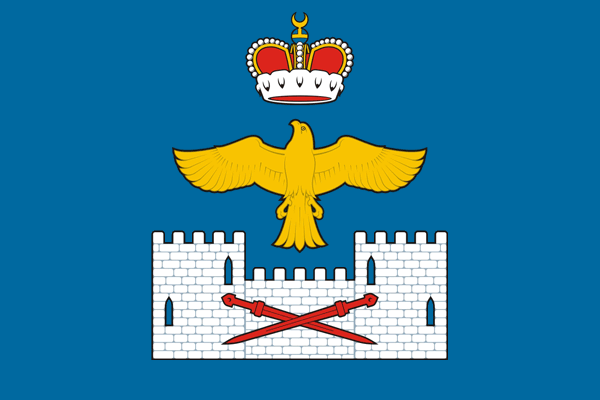
Флаг Лакского района
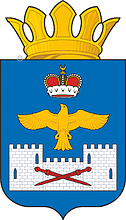
Герб Лакского района

Флаг и герб Лакского района синего цвета на котором изображены крепость, два кинжала, орел и корона. В описании герба Кулинского района пишется: «В золотом поле зелёная остроконечная гора, на которую надета золотая цепочка с четырьмя гроздьями подвесок; выше цепочки гора серебряная; и на вершине горы — чёрный, с золотыми глазами, клювом и лапами, обращенный вправо и обернувшийся орел с распростёртыми крыльями». Зелёная гора с серебряной заснеженной вершиной соответствует рельефу Кулинского района. Орел символизирует свободу и духовный подъём лакцев (титульного населения района). Золотая цепочка национальное украшение. Золотое поле символизирует пространство заполненное солнечным цветом.

## Театр
В Дагестане функционирует Лакский государственный музыкально-драматический театр имени Э. Капиева, который берёт своё начало с любительского кружка лакской интеллигенции селения Кумух, открывшегося в 1914 году.

## Быт

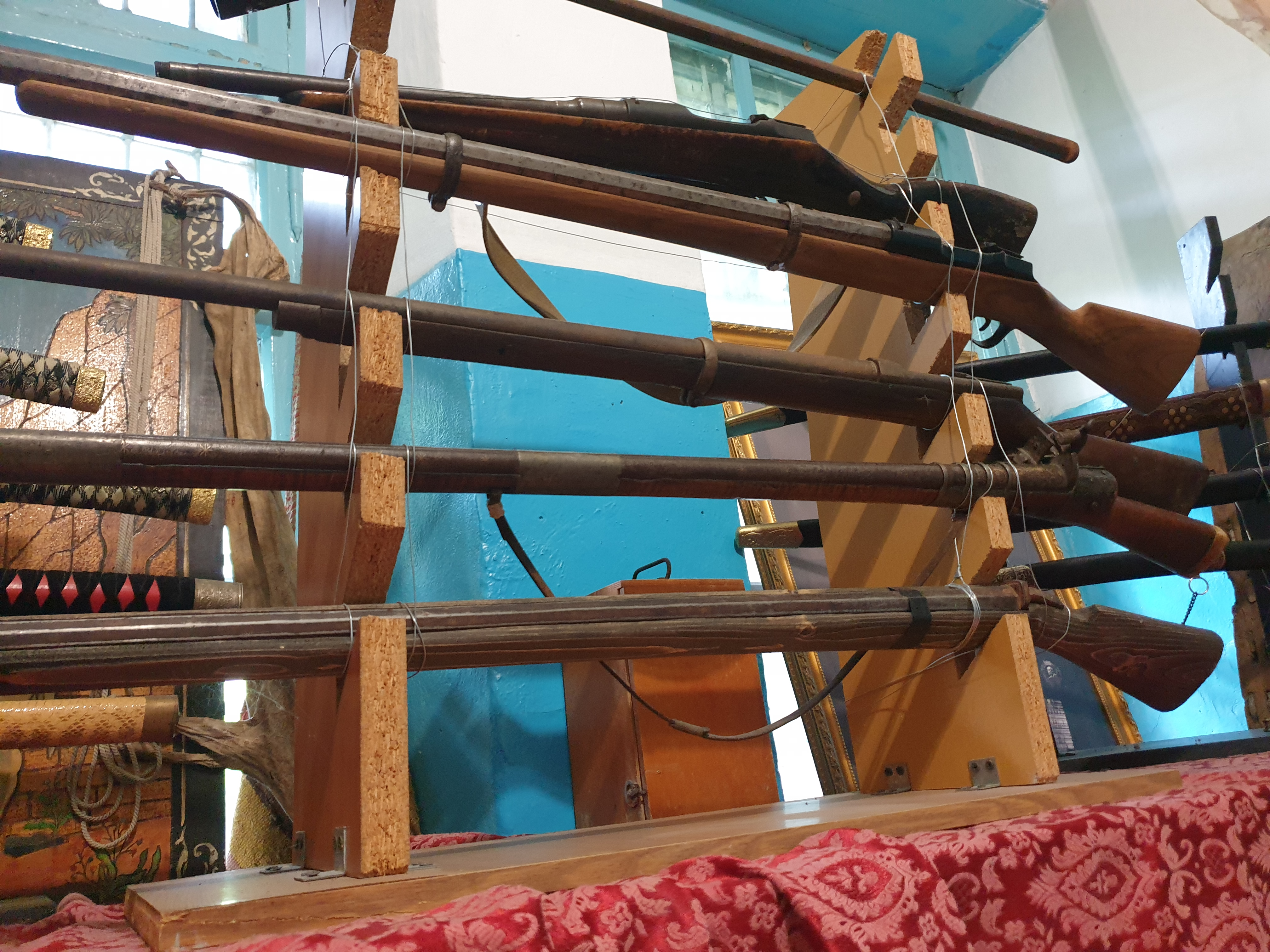
Ружья лакского производства. Историко-краеведческий музей «Гази-Кумух»

Традиционная одежда лакцев была близка к видам одежды других народов Дагестана — туникообразное платье-рубаха, куртту — одна из разновидностей бешмета, чухъа — черкеска, бартук, как один из видов зимней одежды, къавалей — пастушеская одежда.

## Герои Советского Союза

### Космос
- Манаров, Муса Хираманович

### Великая Отечественная война
- Амет-Хан, Султан — дважды Герой Советского Союза, летчик-истребитель, летчик-испытатель (отец — лакец, мать — крымская татарка)
- Макаев, Цахай Макашарипович
- Буганов, Гаджи Османович
- Сулейманов, Ризван Баширович
- Сулейманов, Яков Магомед-Алиевич
- Гасан Камалов (родился в 1920 году в селе Читур близ Кумуха[141].)
- Гусейн Кушаев (с. Хулисма Лакского района)

## Герои Российской Федерации
- Алиев Султанбек Ахмедович [кто?]
- Гаджиев Гапал Шамильевич
- Гаджимагомедов Нурмагомед Энгельсович
- Исаев Мутей Закиринович
- Мурачуев Халид Рашидович
- Худайнатов Фархад Чаринович

## Комментарии
1. ↑  Арабский вариант «лакзы»